# Teodoro Obiang Nguema Mbasogo
Teodoro Obiang Nguema Mbasogo (* 5. června 1942, Acoacán, Španělská Guinea) je guinejský politik a od roku 1979 prezident Rovníkové Guiney.

## Životopis
Narodil se v Acoacánu, v okrese Mongomo, jako třetí dítě z deseti. Vystudoval zde základní školu a poté pokračoval na střední škole Cardinal de Cisneros ve městě Ebebiyin. V roce 1963 začal studovat vojenskou akademii v Zaragoze se specializací na řízení vojenských vozidel. Po dvou letech se vrátil do Rovníkové Guiney, kde zahájil svou vojenskou kariéru. V roce 1969 byl jeho strýc Francisco Macias Nguema zvolený prezidentem nově vzniklé republiky Rovníková Guinea. Ten ho pověřil řízením armády v Malabu. O rok později se stal generálním ředitelem armádního úseku plánování. V roce 1975 byl jmenován velitelem armády. V roce 1979 svrhl svého diktátorsky vládnoucího strýce a chopil se moci, jako předseda Nejvyšší vojenské rady. V roce 1982 se stal prezidentem republiky. V současnosti je nejdéle vládnoucí hlava afrického státu.
Prezidentské volby vyhrál v roce 1989 (99,96 % hlasů), v roce 1996 (99 %), v roce 2002 (97,1 %), 2009 (96,7 %) a 2016 (93,7 %). V únoru 2011 byl na 16. Summitu Africké unie zvolen předsedou Africké Unie s mandátem do ledna 2012. V politické kariéře vyčítá vyspělým průmyslovým státům, že brzdí rozvoj afrických ekonomik a jsou zodpovědné za klimatické změny. Před Valným shromážděním OSN tyto státy vyzval k větší zodpovědnosti za klimatické změny a úhradě škod vzniklých jejich působením.
V listopadu 2021 byl Teodoro Obiang Nguema Mbasogo jmenován na sjezdu své strany jako kandidát na šesté funkční období ve volbách v roce 2023. Z ekonomických důvodů však 8. září 2022 vyhlásil prezident Obiang předčasné volby tak, aby se konaly souběžně s komunálními již 20. listopadu 2022. Obiang v nich zvítězil se ziskem 97 % hlasů a jakžto nejdéle vládnoucí prezident na světě zůstal ve funkci.

## Rodinné bohatství
Jeho majetek a majetek jeho rodiny z velké části pochází z obchodu s drogami. International Narcotics Board umístil v únoru 1997 Rovníkovou Guineu mezi devět největších afrických států obchodujících s drogami. Pařížská mezinárodní centrála, monitorující obchod s drogami, uvedla... „Od roku 1988 byla více než desítka diplomatů nebo členů prezidentské rodiny Rovníkové Guiney zadržena v souvislosti s obchodem s drogami v několika zemích světa.“ Časopis Forbes odhaduje jeho majetek na 600 milionů dolarů.
V červenci 2017 byl jeho syn a pravděpodobný příští prezident Teodoro Nguema Obiang Mangue odsouzen Mezinárodním soudním dvorem v Haagu za nezákonné obohacení z veřejných zdrojů ke třem letům vězení, pokutě 30 milionů eur a konfiskaci majetku ve výši 100 milionů eur.

## Vyznamenání
- velkokříž s řetězem Řádu Isabely Katolické – Španělsko, 12. prosince 1979[2]
- řetěz Řádu Lakandula – Filipíny, 19. května 2006[3]
- velkodůstojník Čestného řádu žluté hvězdy – Surinam, 2012[4]
- velkokříž s řetězem Řádu andského kondora – Bolívie, 2017[5]